# Julian May
Julian Clare May (Chicago, 10 luglio 1931 – Bellevue, 17 ottobre 2017) è stata un'autrice di fantascienza statunitense.
May iniziò ad interessarsi alla fantascienza e a comporre brevi racconti fantastici sin dagli anni della sua adolescenza, tuttavia nel 1953 abbandonò il genere e lavorò sia come consulente scientifica per un'enciclopedia sia successivamente come scrittrice per bambini e ragazzi su tematiche non fantastiche.
Nel 1981 tornò alla sua passione giovanile con la Saga dell'Esilio nel Pliocene (Saga of Pliocene Exile), composta da quattro romanzi: nel 1987 iniziò una nuova serie di romanzi collegata alla saga dell'Esilio, il Ciclo del Milieu Galattico.

## Opere

### Universo howardiano
May ha scritto sotto pseudonimo un saggio di accompagnamento al corpus di racconti heroic fantasy composti da Robert E. Howard, con particolare riferimento alle saghe di Kull di Valusia e di Conan il cimmero.
- A Gazeteer of The Hyborian World of Conan including also The World of Kull and an Ethnogeographical Dictionary of Principle Peoples of the Era, Starmont House, 1977. Come Lee N. Falconer.

### Esilio nel Pliocene
1. La terra dai molti colori (The Many-Colored Land), Houghton Mifflin, 1981. Trad. Annarita Guarnieri, Cosmo Oro 63, Editrice Nord, 1984.
2. Il collare d'oro (The Golden Torc), Houghton Mifflin, 1982. Trad. Annarita Guarnieri, Editrice Nord, Cosmo Oro 69, Editrice Nord, 1985.
3. Il re non nato (The Nonborn King), Houghton Mifflin, 1983. Trad. Annarita Guarnieri, Editrice Nord, Cosmo Oro 74, Editrice Nord, 1985.
4. L'avversario (The Adversary), Houghton Mifflin, 1984. Trad. Annarita Guarnieri, Editrice Nord, Cosmo Oro 76, Editrice Nord, 1986.

L'autrice ha inoltre composto un saggio che dettaglia ed espande l'ambientazione di questa serie:
- A Pliocene Companion, Houghton Mifflin, 1984

La tetralogia è stata prima riunita di due in due nei due tomi The Many-Colored Land & The Golden Torc (Science Fiction Book Club, Doubleday, 1982) e The Nonborn King & The Adversary (Science Fiction Book Club, Doubleday, 1984), poi nel volume unico The Saga of Pliocene Exile (Houghton Mifflin, 1984), comprendente anche il saggio di accompagnamento.

### Milieu Galattico
Il primo romanzo della sequenza è di per sé un raccordo fra la sequenza dell'Esilio del Pliocene e quella del Milieu Galattico, mentre i successivi tre compongono una vicenda coesa.
1. L'intervento (Intervention), Houghton Mifflin, 1987[1]. Trad. Annarita Guarnieri, Cosmo Oro 95, Editrice Nord, 1988.
2. Jack dai mille volti (Jack the Bodiless), Alfred A. Knopf, 1992. Trad. Annarita Guarnieri, Cosmo Oro 137, Editrice Nord, 1994.
3. La maschera di diamante (Diamond Mask), Alfred A. Knopf, 1994. Trad. Annarita Guarnieri, Cosmo Oro 155, Editrice Nord, 1996.
4. Magnificat (Magnificat), Alfred A. Knopf, 1996. Trad. Annarita Guarnieri, Cosmo Oro 164, Editrice Nord, 1997.

### Serie del giglio
La serie consiste di un primo romanzo composto collettivamente da Andre Norton, Marion Zimmer Bradley e Julian May e di quattro sequel cronologicamente paralleli scritti individualmente da ciascuna autrice.
1. Il giglio nero (Black Trillium), Doubleday, 1990; composto con Andre Norton e Marion Zimmer Bradley. Trad. Edo Belfanti e Stefano Mosetti, La Gaja Scienza 313, Longanesi & C., 1990.
2. Il giglio insanguinato (Blood Trillium), Bantam Spectra, 1992; composto da May. Trad. Maria Cristina Pietri, La Gaja Scienza 608, Longanesi & C., 2000.
3. Il giglio dorato (Golden Trillium), Bantam Spectra, 1993; composto da Norton. Trad. Maria Cristina Pietri e Alessandro Zabini, La Gaja Scienza 673, Longanesi & C., 2002.
4. La dama del giglio (Lady of the Trillium), Bantam Spectra, 1995; composto da Zimmer Bradley. Trad. Maddalena Togliani, La Gaja Scienza 555, Longanesi & C., 1998.
5. Il giglio celeste (Sky Trillium), HarperCollins, 1995; composto da May. Trad. Elisa Villa, La Gaja Scienza 694, Longanesi & C., 2003.

### The Rampart Worlds
1. Perseus Spur, Voyager / HarperCollins, 1998.
2. Orion Arm, Voyager / HarperCollins, 1999.
3. Sagittarius Whorl, Voyager / HarperCollins, 2001.

### Boreal Moon
1. Conqueror's Moon, Voyager / HarperCollins, 2003.
2. Ironcrown Moon, Voyager / HarperCollins, 2004.
3. Sorcerer's Moon, Voyager / HarperCollins, 2006.